# 젱킨땃쥐
젱킨땃쥐(Crocidura jenkinsi)는 땃쥐과에 속하는 포유류의 일종이다. 인도의 고유종이다.